# Auto (ort i Amerikanska Samoa)
Auto är en ort i Amerikanska Samoa (USA).   Den ligger i distriktet Östra distriktet, i den västra delen av landet, 8 kilometer öster om huvudstaden Pago Pago. Auto ligger 1 meter över havet och antalet invånare är 258.
Terrängen runt Auto är huvudsakligen kuperad, men åt sydväst är den platt. Havet är nära Auto åt sydost.  Närmaste större samhälle är Pago Pago, 8,1 kilometer väster om Auto. 